# 布宜諾艾列斯標準報

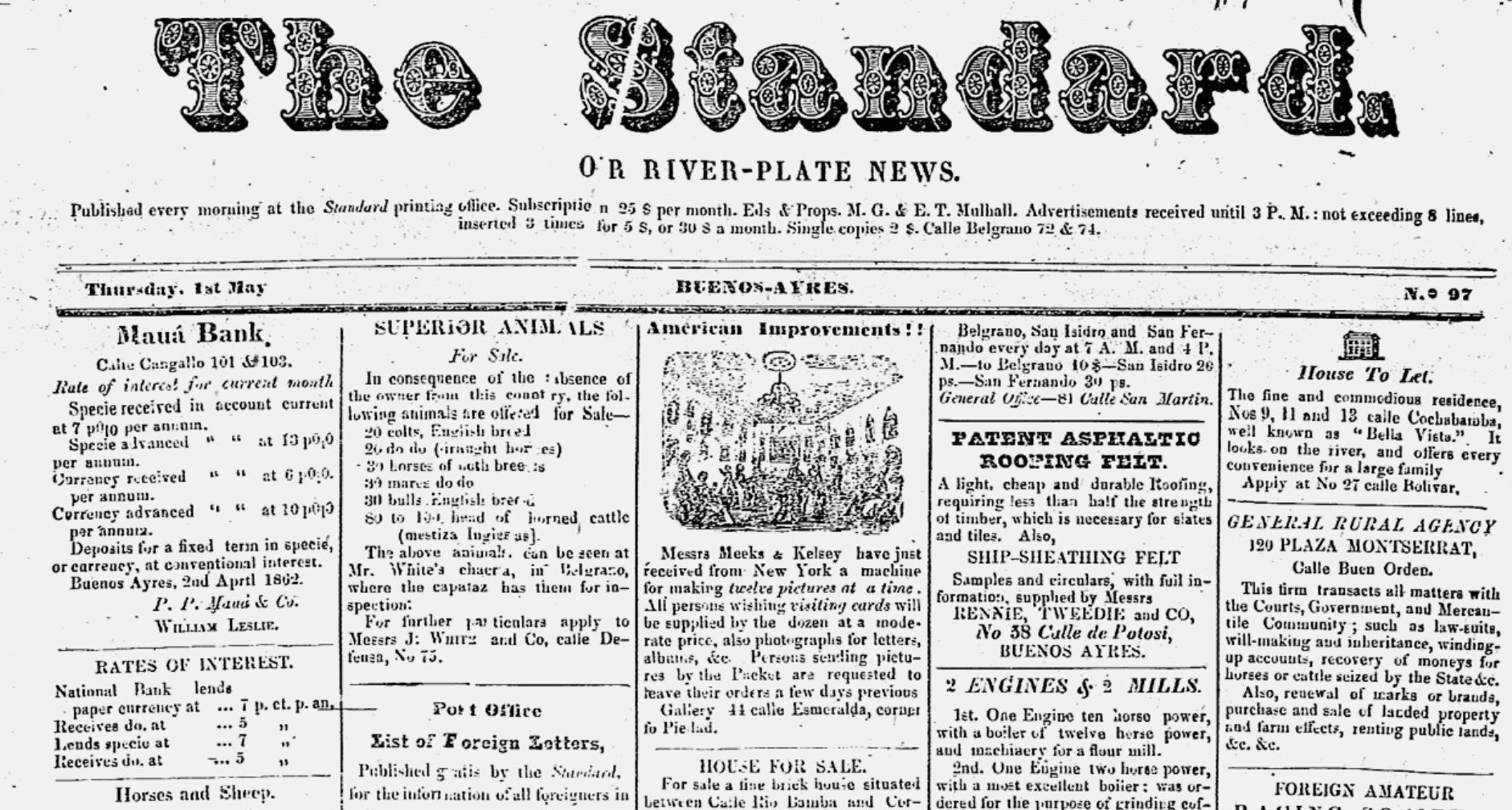
1862年標準報的首頁，其聲稱是南半球第一份的英文日报

《布宜諾艾列斯標準報》（西班牙語：Estandarte de Buenos Aires）是1861年至1959年間在布宜諾斯艾利斯出版的一份英文報紙。該報紙由麥克爾•瑪爾霍爾和愛德華•湯瑪斯•馬爾霍爾（Edward Thomas Mulhall）兄弟創辦，自稱是南半球第一份英文日报。它成為南美洲最古老、最受尊敬的英文報紙。這是阿根廷歷史上一個重要的資料來源，阿根廷聖安德烈斯大學正在將其數字化並放到網路上。